# 대한민국 형법 제298조
대한민국 형법 제2조는 강제추행에 대한 형법각칙의 조문이다.

## 조문
제298조(강제추행) 폭행 또는 협박으로 사람에 대하여 추행을 한 자는 10년 이하의 징역 또는 1천500만원 이하의 벌금에 처한다.

第298條(强制醜行) 暴行 또는 脅迫으로 사람에 對하여 醜行을 한 者는 10年 以下의 懲役 또는 1千500萬원 以下의 罰金에 處한다.

## 참조 조문
제300조(미수범) 전3조(강간죄, 강제추행죄, 준강제추행죄)의 미수범은 처벌한다.

## 사례
- 피고인이, 알고 지내던 여성인 피해자 갑이 자신의 머리채를 잡아 폭행을 가하자 보복의 의미에서 갑의 입술, 귀, 유두, 가슴 등을 입으로 깨무는 등의 행위를 한 사안에서, 객관적으로 여성인 피해자의 입술, 귀, 유두, 가슴을 입으로 깨무는 행위는 일반적이고 평균적인 사람으로 하여금 성적 수치심이나 혐오감을 일으키게 하고 선량한 성적 도덕관념에 반하는 행위로서, 갑의 성적 자유를 침해하였다고 보는 것이 타당하다는 이유로, 피고인의 행위가 강제추행죄의 ‘추행’에 해당한다[1]

## 판례
- ‘추행’이란 객관적으로 일반인에게 성적 수치심이나 혐오감을 일으키게 하고 선량한 성적 도덕관념에 반하는 행위로서 피해자의 성적 자유를 침해하는 것이고, 이에 해당하는지는 피해자의 의사, 성별, 연령, 행위자와 피해자의 이전부터의 관계, 행위에 이르게 된 경위, 구체적 행위태양, 주위의 객관적 상황과 그 시대의 성적 도덕관념 등을 종합적으로 고려하여 신중히 결정되어야 한다. 그리고 강제추행죄의 성립에 필요한 주관적 구성요건으로 성욕을 자극·흥분·만족시키려는 주관적 동기나 목적이 있어야 하는 것은 아니다.[2]

## 참고 문헌
- 김재윤, 손동권, 『새로운 형법각론』, 율곡출판사, 2013. ISBN 978-89-974283-4-2
- 편집부. (2017, 12). 형법상 강제추행죄 사건 〈형법 제298조 위헌소원〉 2015헌바300 외. 고시계, 63(1), 136-146.

## 같이 보기
- 강제추행죄